# Anselm Kiefer
Anselm Kiefer (Donaueschugen, Njemačka, 8. ožujka 1945.) njemački je slikar, kipar, pisac, fotograf i multimedijalni umjetnik.

## Životopis

### Obrazovanje
Kiefer je rođen u jednom od najšumovitijih dijelova Njemačke, i ta je činjenica ima odjek u mnogim njegovim slikarskim djelima. Godine 1966. taj sin nastavnika likovnog odgoja nakon tri završena semestra napušta studij prava i prelazi na freiburšku likovnu akademiju. Studij potom nastavlja u Karlsruheu i Düsseldorfu, te putuje Francuskom, Nizozemskom, Italijom i Švedskom. U to vrijeme njegovi su idoli Vincent van Gogh, Rainer Maria Rilke i Auguste Rodin.
Godine 1971. seli u Hornbach, gdje u obližnjem Düseldorfu često posjećuje Josepha Beuysa kod kojeg je studirao. Taj eklektičar konceptualizma, performansa, talijanske arte povera i primitivizma, imao je na Kiefera presudan utjecaj u smisli njegova usredotočenja na istraživanje međuodnosa života i umjetnosti.
U Kieferovu opusu često je nemoguće jasno razgraničiti pojedine stvaralačke faze, jer se tijekom svojeg djelovanja često naknadno vraćao na teme za koje je izgledalo da su ga prestale zanimati. Stoga je u ovom času moguće dati jedino pregled početaka njegovih bavljenja određenom tematikom i likovnim sredstvima.

### Prva stvaralačka faza – fotografsko problematiziranje njemačke nacističke prošlosti
Od kraja Drugog svjetskog rada do početka 1970-ih njemačka umjetnost je u rasulu, pod snažnim uplivom amerikanizacije, a opće nacionalno mjerilo potvrđivanja prestaje biti kultura, a postaje isključivo materijalno blagostanje. 
Elementni posljedica amerikanizacije na umjetničkom planu, na kojem su zaboravljene čak i takve nacionalne umjetničke osobnosti kao što su bili Max Ernst i Max Beckmann, vidljivi su i kod Kiefera, kroz čiji će se opus trajno provlačiti elementi američkog apstraktnog ekspresionizma i pop arta.
Tako tijekom 1969. nastaje ciklus njegovih manipuliranih fotografija s putova u inozemstvo, na koje, kombinirajući pritom elemente pop arta, performansa i happeninga, montira svoju figuru u stavu nacističkog pozdrava. U početku to čini s fotografijama grandioznih objekata i poznatih gradova, a kasnije s fotografijama ruševina, pustara, pa čak i mora, nastojeći tako podsjetiti sunarodnjake na sulude ambicije njemačkih nacističkih vođa.

### Druga stvaralačka faza - problematiziranje njemačke tradicije i duhovne baštine
Druga stvaralačka faza Kieferova opusa počinje 1973. djelima Resurexit, Parsifal, Njemački duhovni junaci i Notung. Riječ je o uljima velikih dimenzija, na kojima Kiefer problematizira odnos prema u godinama Trećeg Reicha zloupotrijebljenoj, te stoga u njegovo doba potisnutoj njemačkoj baštini. Ne prihvaćajući koncept njemačke tabule rase, tj. opće nacionalne tendencije da se prikaže kako je 1945. Njemačka krenula od nule, Kiefer se - slično svojem učitelju Beuysu koji je uvijek iznova otkopavao izvore zatrpane zbog zagađenosti - u svojim radovima vraća na tavan kako bi preispitao izgnano, potisnuto i/ili odbačeno naslijeđe, odbijajući prihvatiti sintagmu Tucholskog da su stvaratelji tog naslijeđa, od kojih su neki živjeli pred mnogo vjekova, u stanovitoj mjeri sami odgovorni za njegovu zloporabu. 
Na početku ciklusa stoji platno znakovitoga naslova „Resurexit“ (aluzija na uskrsnuće), koje u svojem gornjem dijelu prikazuje stube što vode na tavan. Djela Parsifal i Notung prikazuju pak tavanske interijere kao mjesta na kojima je deponirana zlorabljena njemačka baština – čudotvorni mač Notung iz Legende o Nibelunzima i sveti Gral iz spjeva o Parsifalu.
Kiefer kao osnovu svojih radova iz ovog razdoblja često koristi fotografiju velikih dimenzija (recidiv pop arta), koja slikaru postaje povodom za nanošenje slojeva boje. Ako oni postanu pre gusti, slikar ih struže, spaljuje ili čak cijepa sjekirom, nanoseći potom na tako „očišćenu“ sliku nove slojeve. Stoga kritičari tako nastalo djelo uspoređuju s palimpsestom – srednjovjekovnim pergamentom s kojeg je sastrugan tekst, da bi se zatim upisao novi.
Najpoznatije Kieferovo djelo iz ovog razdoblja nosi naziv Njemački duhovni heroji. Taj rad prikazuje drvenu tavansku prostoriju koju rasvjetljuju brojni plamenici, prijeteći da će zapaliti cijelu tu veliku dvoranu, u kojoj su Kieferovom rukom ispisana imena njemačkih velikana: Mechthild von Magdeburg, Richard Wagner, Joseph Beuys, Caspar David Friedrich, Robert Musil i dr. Bliskost između Kieferove tematike i tehnike slikanja, njegova koncepta i palimpsesta, te onog što se u povijesti stvarno dogodilo, više je no sugestivna: prošlost se spaljuje kako bi se počelo ispočetka, a zajedno s recentnim otpadom često stradavaju i zloupotrijebljeni dijelovi baštine tj. objektivne vrijednosti.
U tom svjetlu valja promatrati i Kiefrovu seriju slika pod nazivom Grob nepoznatog slikara koju je započeo 1974., solidarizirajući se s umjetnicima koji su mrtvi, pa se ne mogu braniti od tuđih interpretacija i reinterpretacija, koje nerijetko mogu biti posve oprečne izvornim umjetnikovim idejama, porukama i nakanama.

### Treća stvaralačka faza – slikarsko problematiziranje nacističke traume njemačkog i židovskog naroda
Sredinom 1970-ih počinje najkontroverznija faza Kieferova stvaralaštva, tematski vezana za nacionalnu tabu-temu nacističke prošlosti. Za razliku od mnogih svojih sunarodnjaka, Kiefer prihvaća da na duši njemačke nacije postoji mrlja koju je skoro nemoguće ukloniti. Stoga i nije teško razumjeti zašto su prevladavajuća raspoloženja njegovih djela nastalih od tada do danas tjeskoba, mučnina i očaj.
Ovu stvaralačku fazu Kiefer započinje nizom monumentalnih djela posvećenih nacističkim vojnim operacijama - Zimska oluja, Barbarossa, Morski lav, od kojih je posljednja karikaturalno prikazana u kadi za kupanje. Ipak, čini se da Kiefer ne odbacuje rat kao takav - jer je njegovo platno Varus iz istog razdoblja svojevrsni hommage precima koji su početkom 1. stoljeća odbili rimske osvajačke legije - već da se okomljuje na suluda i nepotrebna barbarstva i bestijalnosti koje su zauvijek opustošile njegovu zemlju, a koje su svoj apogej dosegle u masovnom istrebljivanju njemačkih građana židovske narodnosti. 
Tako početkom 1980-ih nastaje serija platana s naslovima Margarete i Shulamite, inspirirana Fugom smrti, ratnom poemom židovskog pjesnika Paula Celana, napisanom u koncentracijskom logoru 1945. Margarete je Arijka zlatne kose (na platnima ponekad aluzivno prikazana snopićima slame), kojoj stražar u logoru piše pismo, a Shulamite Židovka crne, spaljene kose čiji lik lebdi pred očima Židova dok ovaj kopa svoju grobnu raku. Kiefer smatra da je Njemačka osakatila samu sebe i svoju kulturu uništavanjem svojih građana Židova, pa stoga on, ovakvim povezivanjem njemačkog i židovskog para nastoji regenerirati izvornu Njemačku, na način na koji je to jednom slikaru uopće moguće. 
Na tim platnima posvećenim nacističkim pustošenjima, Kiefer nasljedujući iskustva talijanske arte povera često upotrebljava pijesak, olovo, i šelak te slamu i druge propadljive materijale, čiji je govor često puno sugestivniji od onog uljane boje.
Nekako istodobno nastaje i niz Kieferovih platana s motivima prazne, dehumanizirane arhitekture, podignute u skladu s umjetničkim odrednicama nacizma (djela: Rajna, Bez naziva i dr). Izgleda da njihova veza s ciklusom Margharete – Shulamite nije samo kronološka, već i misaona: ružna povijest se zbilja dogodila: o njoj svjedoče njezini spomenici i njezine izgubljene ljudske sudbine na koje sugestivno upućuje ta sablasna, prazna arhitektura.

### Četvrta stvaralačka faza – problematiziranje sudbine Zapadne civilizacije
Ova faza ima svoj zametak u nizu platana pod nazivom Jeruzalem, nastalih sredinom 1980-ih, posvećenih gradu za kojeg je prorečeno da od njega „ni kamen na kamenu neće ostati“ (Luka, 21,6).
Godine 1989. nastaje možda najznačajnije djelo ove faze i jedno od najvažnijih Kieferovih djela uopće: platno Propast Zapada -  monumentalna slikarska vizija glasovite Spenglerove knjige.
Tri godine kasnije, 1992. Kiefer kupuje zemljište u francuskom Barjacu i tu gradi atelier, kojeg uskoro pretvara u svojevrsni Gesamtkunstwerk - spenglerovsku kritiku industrijalizacije i sveprisutnog kulta stroja. Slične, apokaliptičke konotacije ima i njegov na više lokacija izlagan ambijent Jerihon, te Kieferova najnovija sinteza kazališne predstave i umjetničke instalacije iz srpnja 2009., dvosmisleno naslovljena U početku.
Godine 2008. Anselm Kiefer je za svoje dugogodišnje umjetničke napore, koji nisu uvijek bili iskreno shvaćani, a još manje prihvaćani, primio Mirovnu nagradu Udruge njemačkih knjižara.

### Utjecaj na hrvatske likovne umjetnike
Neoekspresionistički i neosimbolistički opus Anselma Kiefera znatno je utjecao i na hrvatske likovne umjetnike, među kojima svakako valja spomenuti Željka Kipkea, Josipa Zankija, Lovru Artukovića, Antu Jerkovića i Matka Vekića.